# Municipio de Red Colony
El municipio de Red Colony (en inglés: Red Colony Township) es un municipio ubicado en el condado de Sevier en el estado estadounidense de Arkansas. En el año 2010 tenía una población de 1404 habitantes y una densidad poblacional de 8,47 personas por km².

## Geografía
El municipio de Red Colony se encuentra ubicado en las coordenadas 33°57′56″N 94°8′52″O / 33.96556, -94.14778. Según la Oficina del Censo de los Estados Unidos, el municipio tiene una superficie total de 165.69 km², de la cual 164,88 km² corresponden a tierra firme y (0,49 %) 0,81 km² es agua.

## Demografía
Según el censo de 2010, había 1404 personas residiendo en el municipio de Red Colony. La densidad de población era de 8,47 hab./km². De los 1404 habitantes, el municipio de Red Colony estaba compuesto por el 88,25 % blancos, el 7,91 % eran afroamericanos, el 0,93 % eran amerindios, el 0,14 % eran asiáticos, el 1,21 % eran de otras razas y el 1,57 % eran de una mezcla de razas. Del total de la población el 1,92 % eran hispanos o latinos de cualquier raza.